# Antonio Planells Palau
Antonio Planells Palau (Madrid, 16 de agosto de 1959) es un militar español retirado del Cuerpo de Infantería de Marina que llegó a ostentar el empleo de general de división. Asimismo, llegó a ocupar el cargo más alto de la institución, comandante general de la Infantería de Marina entre 2018 y 2021 y, además, en febrero de 2021 fue almirante de la Flota en funciones.

## Biografía
Antonio Planells Palau nació en Madrid, en 1959, aunque su familia es de origen ibicenco, de Can Bassetes (San Jorge). Hijo de un coronel del ejército de Tierra y nieto de un sargento del mismo cuerpo, se decantó por la Armada. Ingresó en la Escuela Naval en 1978. Está casado y es padre de dos hijos.

## Trayectoria
Fue promovido al empleo de teniente de Infantería de Marina el 16 de julio de 1983. Tres años después, en 1986 ascendió a capitán y finalmente a a comandante en octubre de 1995. En julio de 2009 fue ascendido a coronel. En marzo de 2014 asciende a general de brigada y se convierte en el comandante del Tercio de Armada (TEAR) donde sirvió hasta su nombramiento como general de división.
Ha servido en diversos destinos a lo largo de su carrera. Siendo capitán participó como observador del primer contingente de observadores que la ONU envió a Centroamérica (Onuca) en el año 1990. También mandó, como comandante, un Subgrupo Táctico de Infantería de Marina en la misión de SFOR de Bosnia y Herzegovina. Fue, además, el primer oficial español que actuó de enlace en Quántico, sede de los marines estadounidenses.
En enero de 2018 fue ascendido al empleo de general de división y fue nombrado comandante general de la Infantería de Marina. En octubre de 2019, asumió el mando de la EU NAVFOR Somalia, la operación militar de la Unión Europea contra la piratería en Somalia. Su mando al frente de la operación finalizó en febrero de 2021.
Precisamente, en ese mismo mes, febrero de 2021, tras el nombramiento del almirante de la Flota (ALFLOT), Antonio Martorell Lacave, como nuevo jefe de Estado Mayor de la Armada (AJEMA), Planells ocupó de forma interina el cargo de Almirante de la Flota, siendo el primer infante de marina en ocupar el cargo.
El 21 de marzo de 2021 pasó a la reserva.
| Predecesor: Antonio Martorell Lacave       | Almirante de la Flota Interino 11 de febrero de 2021 - 24 de febrero de 2021            | Sucesor: Eugenio Díaz del Río Jáudenes |
| Predecesor: Jesús Manuel Vicente Fernández | Comandante general de la Infantería de Marina 16 de enero de 2018 - 21 de marzo de 2021 | Sucesor: Rafael Roldán Tudela          |